# 船尾座PX
船尾座PX，又名CD-29 5189，HD 65183、SAO 198609、HR 3099，是船尾座的一颗恒星，视星等为6.33，位于銀經246.92，銀緯-0.86，其B1900.0坐标为赤經7h 52m 23.5s，赤緯-30° -0.86′ 4″。